# Monoctenus obscuratus
Monoctenus obscuratus är en stekelart som först beskrevs av Hartig 1837.  Monoctenus obscuratus ingår i släktet Monoctenus, och familjen barrsteklar. Arten är reproducerande i Sverige.